# Lac La Potherie
Pour les articles homonymes, voir La Potherie.
Le lac La Potherie est un plan d'eau douce du territoire non organisé de Rivière-Koksoak, au Nunavik, dans la région administrative du Nord-du-Québec, au Québec, au Canada.

## Géographie
Les bassins versants voisins du "lac La Potherie" sont :
- côté nord : rivière Arnaud, lac Payne ;
- côté est : lac Faribault, lac Tasialujjuaq ;
- côté sud : lac Tasiataq, rivière aux Feuilles ;
- côté ouest : lac Sabine, lac La Chevrotière, lac Tassialouc, lac Rochefort.

D'une superficie de 116 km², ce plan d'eau se situe dans la partie nord de péninsule d'Ungava, dans la région administrative du Nord-du-Québec. Le lac La Potherie est localisé entre les rivières Arnaud, Kogaluc et la "Aux Feuilles". Ce lac est situé à 4,0 km au nord-est du lac Sabine, à 18km au sud-ouest du lac Faribault et à 54 km au sud-est du lac Payne.
D'une longueur de 24,2 km et d'une largeur de près de 13,3 km, ce lac difforme comporte une centaine d'îles, de presqu'îles et de baies.
Son embouchure est situé au sud du lac. Son émissaire est la rivière Cohade laquelle coule vers le sud-est jusqu'à la rive nord de la rivière aux Feuilles. Cette dernière fait partie du bassin hydrographique de la baie d'Ungava.

## Toponymie
En 1691, Claude Charles Le Roy (1663-1736), désigné Seigneur de Bacqueville et de La Potherie, devient écrivain principal de la Marine française à Brest (France). En 1697, le ministre Louis Phélypeaux de Pontchartrain le nomme commissaire de la Marine française à bord de l'escadre de Pierre Le Moyne d'Iberville. Cette expédition est chargée de mettre fin à la présence anglaise sur le territoire de la baie d'Hudson. En 1698, il occupe le poste de contrôleur de la Marine et des fortifications au Canada. La Potherie quitte la Nouvelle-France en 1701.
En 1722, l'Histoire de l'Amérique septentrionale débute ses parutions. Cette œuvre en quatre volumes décrit les lieux et le mode de vie des Canadiens. L'œuvre met en visibilité la rivalité entre Québec et Montréal. En 1697, La Potherie y publia un récit de l'éclatante victoire des troupes d'Iberville.
L'hydronyme "Lac La Potherie" figure sur des documents cartographiques au moins depuis le milieu des années 1940.
Le toponyme "Lac La Potherie" a été officialisé le 5 décembre 1968 à la Banque des noms de lieux de la Commission de toponymie du Québec.